# Призалізнична вулиця
Вулиця Призалізнична — вулиця в Дніпровському районі міста Києва, СТ «Локомотив», «Червоний Хімік».
Пролягає від вулиці Євгена Маланюка до вулиці Садової 32.